# Solanum decompositiflorum
Solanum decompositiflorum är en potatisväxtart som beskrevs av Otto Sendtner. Solanum decompositiflorum ingår i släktet skattor som ingår i familjen potatisväxter. Inga underarter finns listade i Catalogue of Life.